# The Way of the Redman (film 1914)
The Way of the Redman è un cortometraggio muto del 1914 scritto, diretto e interpretato da Tom Mix.

## Trama
Redman (Uomo Rosso) è un indiano civilizzato: nella sua casa trova rifugio un giocatore d'azzardo ferito mentre stava scappando dallo sceriffo. Ma quest'ultimo non ha un briciolo di onore e seduce la compagna del suo salvatore, la bella Bounding Fawn. Redman scopre il tradimento e butta fuori di casa i due.
Passano gli anni. La povera Bounding Fawn viene maltrattata dal suo nuovo compagno che, ubriaco, finisce per ucciderla. Redman non riesce a salvarla e, per vendicarla, fa prigioniero il giocatore e lo lega al palo della tortura, ritornando alle tradizioni della sua gente.

## Produzione
Il film fu prodotto dalla Selig Polyscope Company.

## Distribuzione
Distribuito dalla General Film Company, il film - un cortometraggio in una bobina - uscì nelle sale cinematografiche statunitensi il 6 ottobre 1914.